# Élection présidentielle est-timoraise de 2012
L'élection présidentielle est-timoraise de 2012 s'est déroulé le 17 mars et le 16 avril 2012. Le poste de président, alors occupé par José Ramos-Horta, est principalement honorifique. Douze prétendants concourent à cette élection. Le scrutin se réalise dans le calme. Dès le premier tour, le président José Ramos-Horta est éliminé, ; il reconnaît immédiatement sa défaite.
Le second tour, qui s'est déroulé le 17 avril 2012, a vu la victoire de l'ancien chef des forces armées Taur Matan Ruak (Indépendant) avec 61,23 % des suffrages, face à Francisco Guterres (FRETILIN) qui obtint 38,77 % des suffrages.